# Лас Трохитас (Халостотитлан)
Лас Трохитас (шп. Las Trojitas) насеље је у Мексику у савезној држави Халиско у општини Халостотитлан. Насеље се налази на надморској висини од 1784 м.

## Становништво
Према подацима из 2010. године у насељу су живела 4 становника.

### Хронологија
| Година       | 2000 | 2005 | 2010 |
| ------------ | ---- | ---- | ---- |
| Становништво | 4    | 4    | 4    |

### Попис
| # | Индикатор                     | Вредност |
| - | ----------------------------- | -------- |
| 1 | Укупно домаћинстава           | 2        |
| 2 | Укупно насељених домаћинстава | 1        |
| 3 | Величина локације             | 1        |